# Rib Lake (Wisconsin)
Rib Lake es una villa ubicada en el condado de Taylor en el estado estadounidense de Wisconsin. En el Censo de 2010 tenía una población de 910 habitantes y una densidad poblacional de 150,34 personas por km².

## Geografía
Rib Lake se encuentra ubicada en las coordenadas 45°19′10″N 90°12′8″O / 45.31944, -90.20222. Según la Oficina del Censo de los Estados Unidos, Rib Lake tiene una superficie total de 6.05 km², de la cual 4.85 km² corresponden a tierra firme y (19.9%) 1.2 km² es agua.

## Demografía
Según el censo de 2010, había 910 personas residiendo en Rib Lake. La densidad de población era de 150,34 hab./km². De los 910 habitantes, Rib Lake estaba compuesto por el 98.68% blancos, el 0.11% eran afroamericanos, el 0.33% eran amerindios, el 0.22% eran asiáticos, el 0% eran isleños del Pacífico, el 0% eran de otras razas y el 0.66% pertenecían a dos o más razas. Del total de la población el 0.99% eran hispanos o latinos de cualquier raza.